# Chitid
Chitid – wieś w Rumunii, w okręgu Hunedoara, w gminie Boșorod. W 2011 roku liczyła 554 mieszkańców.